# 王三善
王三善（1565年—1624年），字彭伯、尤名，河南省永城人，明朝政治人物，在貴州巡撫任內，殉難於奢安之亂，崇禎時追贈兵部尚書、太子少保。據考中國傳奇故事《蘇三起解》，蘇三的夫婿王景隆原型即是王三善。

## 生平
萬曆二十九年（1601年）進士，由荊州府推官入為吏部主事，歷考功文選郎中，進太常寺少卿。
天啓元年（1621年）十月擢右僉都御史，巡撫貴州。天啓二年（1622年），奢安之亂，安邦彥軍隊進圍貴陽。至十二月，王三善三路進兵，以二萬人破敵十萬，解貴陽之圍。後率軍直搗大方，敵方安位偕母奢社輝逃離，安邦彥逃往織金。三善屯大方日久食盡，不得已而退師，遂於天啓四年（1624年）正月，盡焚大方退軍，被安邦彥追擊，中軍參將王建中、副總兵秦民屏戰死。王三善被詐降的陳其愚故意衝擊落馬，欲自殺卻被被俘，最後遇害。同知梁思泰、主事田景猷等四十餘人皆死 。
崇禎初年，賜王三善兵部尚書，世廕錦衣衛僉事。崇禎九年，贈太子少保。
著《周易象注》、《四书解》、《醉石轩诗集》，皆佚。

## 戲劇
有說法認為冯梦龙小说《玉堂春落难逢夫》、與改編的京劇《玉堂春》真實男主角是王三善。據國民政府時期永城縣六區區長劉子正於1990年回憶說曾參觀王三善墓和蘇三墓，時王墓西北約三百六十米處，有一墓冢，墓前殘碑上刻‘王三善愛妾鄭麗春之墓’隱約可辨。鄭麗春為蘇三原名。碑的背面，現在王三善墓依然完好，蘇三墓已不復存在。2012年，王三善的故鄉永城市，當地戲劇團將故事改編成柳琴剧《王三善与苏三》。

## 延伸阅读
[在维基数据编辑]
 《明史卷二百四十九》，出自《明史》